# 祥州
祥州，北宋时设置的州。
政和三年（1113年）设置，治所在庆符县（今四川省高县西北庆符）。辖境相当今四川省高县北部，宜宾县南部。宣和三年（1121年）废。